# Acalypha angustissima
Acalypha angustissima é uma espécie de flor do gênero Acalypha, pertencente à família Euphorbiaceae.